# Le Vert Galant (film)
Pour les articles homonymes, voir Vert galant et Le Vert Galant.
Pour plus de détails, voir Fiche technique et Distribution.
Le Vert Galant est un film français de René Leprince sorti en 1924. Il met en scène le roi Henri IV, surnommé « Le Vert Galant ».

## Fiche technique
- Réalisation : René Leprince
- Scénario : Pierre Gilles
- Photographie : René Gaveau, Julien Ringel
- Société de production : Société des Cinéromans
- Société de distribution : Pathé Consortium Cinéma
- Pays de production :  France
- Format : Noir et blanc — 35 mm — 1,33:1 — Son : Mono
- Durée : 9000 m, en 8 épisodes
- Date de sortie : 
  - France :- 17 octobre 1924

## Distribution
- Aimé Simon-Girard : Henri de Navarre[1], dont le surnom est le Vert Galant
- Carlos Avril : Chicot
- Suzy Béryl : La Belle Corysande
- Madeleine Erickson : Conception
- Pierre de Guingand : Louis de Gonzague
- Renée Héribel : Dolores de Mendoza
- Anna Lefeuvrier : La Tia
- Fernand Mailly : Crillon
- André Marnay : le duc de Mendoza
- Albert Mayer  : Ruggieri
- Claude Mérelle : la duchesse de Montpensier
- Raoul Praxy : Henri III
- Maurice Schutz : le grand inquisiteur
- Jean Peyrière : Sully
- Joë Hamman